# Weijerswold
Weijerswold est un hameau situé dans la commune néerlandaise de Coevorden, dans la province de Drenthe. Le 11 avril 2004, Weijerswold comptait 100 habitants, pour 48 habitations. Le hameau se trouve le long de la route de Schoonebeek à Coevorden.